# Tadeusz Szymański (nauczyciel)
Tadeusz Szymański (ur. 26 sierpnia 1918, w Kozubku na Kujawach, zm. 21 września 1986 w Łodzi) – nauczyciel i działacz społeczny.

## Życiorys
Przed II wojną światową podjął studia na Wolnej Wszechnicy Polskiej. Po wojnie kontynuował je na Uniwersytecie Łódzkim, gdzie w 1952 obronił pracę magisterską pt. „Analfabeci Gminy Czarnocin”. Następnie pracował jako kierownik szkoły wiejskiej, był dyrektorem Domu Harcerza w Pabianicach (1953–1958), a następnie inspektorem oświatowym w Łasku (1958–1961). W latach 1961–1968 był dyrektorem poradni Wychowawczo-Zawodowej w Pabianicach. W latach 1968–1973 był dyrektorem w Szkole Pracy Socjalnej w Pabianicach, a następnie na emeryturze był w niej nauczycielem. W latach 1961–1968 był prezesem Związku Nauczycielstwa Polskiego w oddziale pabianickim. Był założycielem koła opieki nad dziećmi specjalnej troski Towarzystwa Przyjaciół Pabianic, w którym działał do końca życia. Pochowany na cmentarzu komunalnym Doły w Łodzi (Kwatera: XV, Rząd: 33, Grób: 3)

## Nagrody
- Nagroda Miasta Łodzi (1984) – jako zespół ds. rehabilitacji przy Kole Dzieci Specjalnej Troski w Pabianicach w składzie: Napoleon Durajski, Irena Pomaz, Tadeusz Szymański, Jadwiga Wajs-Marcinkiewicz – nagroda za działalność społeczną w dziedzinie rehabilitacji dzieci specjalnej troski[3],
- Order Uśmiechu[1].